# موزه آموزش و پرورش استان کرمانشاه
موزه آموزش و پرورش استان کرمانشاه یکی از موزه‌های شهر کرمانشاه است که به اداره کل آموزش و پرورش استان کرمانشاه تعلق دارد و در دبیرستان کزازی در خیابان مدرس، جنب مسجد جامع کرمانشاه این شهر قرار گرفته‌است و از کوچه کزازی قابل دسترسی است. این موزه در سال ۱۳۸۸ خورشیدی تأسیس شده‌است.

## ساختمان موزه
موزهٔ آموزش و پرورش استان کرمانشاه در ساختمان دبیرستان کزازی این شهر قرار دارد که یکی از قدیمی‌ترین مدارس کرمانشاه به شمار می‌آید. ساخت این مدرسه در ۲۸ بهمن ۱۲۹۹ (۱۷ فوریهٔ ۱۹۲۱) توسط سید حسین کزازی آغاز شد و از سال ۱۳۰۷ (۱۹۲۸ میلادی) فعالیت خود را آغاز کرد. ساختمان موزه از شاخص‌ترین بناهای باقی‌مانده از دوران حکومت قاجاریان در کرمانشاه محسوب می‌شود و در هنگام ساخت مکان دایر شدن کلاس‌های مدرسهٔ احمدیه بوده است. این بنا در سال ۱۳۸۸ به عنوان مکانی برای موزهٔ آموزش و پرورش استان کرمانشاه در نظر گرفته‌شد.

## تاریخچهٔ موزه
مطالعات برای راه‌اندازی موزهٔ کرمانشاه از حوالی سال ۱۳۸۶ آغاز شد. در دی ۱۳۸۷ حسین پارساپور سخنگوی وقت سازمان آموزش و پرورش استان کرمانشاه اعلام کرد که پس از دو سال مطالعهٔ تدریجی پرونده‌های راکد در بایگانی این سازمان، اسناد و مدارک مورد نیاز برای تأسیس موزهٔ آموزش و پرورش کرمانشاه استخراج شده‌است. او هدف از تأسیس این موزه را حفظ و نگهداری بهینه و علمی اسناد تاریخی، اشیای باستانی، پیشینهٔ تاریخی و تحولات اداری در حوزهٔ آموزش و پرورش اعلام کرد. متعاقباً موزهٔ آموزش و پرورش کرمانشاه در بهمن ۱۳۸۸ افتتاح شد.

## بخش‌های موزه
موزهٔ آموزش و پرورش استان کرمانشاه از دو بخش اصلی تشکیل شده‌است: یک سالن چندمنظوره برای نمایش، سخنرانی و جلسات، و دوم بخش اصلی موزه در دو طبقه که به نوبهٔ خود بخش‌های فرعی دیگر را شامل می‌شود. طبقهٔ اول به اشیای موزه اختصاص پیدا کرده و تصاویر تاریخی از شخصیت‌های آموزش و پرورش کرمانشاه در آن در معرض نمایش گذاشته شده‌است. طبقهٔ دوم نیز نمازخانه، آبدارخانه و سالن جلسات را شامل می‌شود.
در طبقهٔ اول بخشی با عنوان «غرفهٔ شهدای فرهنگی و دانش‌آموزی» نامگذاری شده که تصاویر معلمان و دانش‌آموزان کشته‌شده در انقلاب بهمن ۱۳۵۷ و جنگ ایران و عراق در آن به نمایش گذاشته شده‌است.

## اشیای موزه
اشیای موزه در بخش اصلی موزه و طبقهٔ اول ساختمان اصلی نگهداری می‌شوند. بیش از ۵ هزار اثر شامل تصاویر هنرمندان فرهنگی، خیرین مدرسه‌ساز، فرهنگیان کشته‌شده در انقلاب ۱۳۵۷ و جنگ ایران و عراق، ورزشکاران، و نیز اشیایی همچون دوربین‌های عکاسی، دستگاه‌های تایپ و تکثیر، گرامافون‌های قدیمی و دستگاه‌های صحافی، کتاب‌های درسی قدیمی، برگه‌های امتحانی و دفاتر مرتبط، کاپ‌های ورزشی، تصاویر معلمان و دانش‌آموزان و ... در این موزه به نمایش گذاشته شده‌است.
از جمله افرادی که اسناد و تصاویری از آن‌ها در موزهٔ آموزش و پرورش کرمانشاه نگهداری می‌شود، می‌توان به پایه‌گذاران اولیهٔ ادارهٔ معارف کرمانشاه از جمله فخرالدین فرزانه، مهدی فرهپور، تقی رهبر، میرزا آقا مهدوی، حسین خطاط، غلامرضا رشید یاسمی، نصرالله محمدیه، فاطمه بصیری و ... و نیز نخستین رؤسای ادارهٔ معارف و فرهنگ استان مانند مزین‌الممالک، سید حسین کزازی، عبدالحسین سلطانی، عبدالرحمن قوامی، قوام‌العلماء، موسی نثری، حسین طوسی و ... و افراد دیگری مانند علی فروزان، محمدعلی محمدیان، محمدحسین جلیلی، حسین شکیبا، غلامعلی گویا و اشاره کرد.
همچنین کارنامه و گواهینامه‌های تحصیلی دانش‌آموزان از سال ۱۳۲۷ به بعد، و نیز مدارک و گواهینامه‌های تحصیلی دبیران، آموزگاران و کارمندان اداره فرهنگ کرمانشاه از دههٔ ۱۳۲۰ به بعد در آرشیو این موزه نگهداری می‌شود.

## وضعیت موزه
عدم رسیدگی به موزهٔ آموزش و پرورش و قدیمی بودن ساختمان آن سبب انتقادات بسیاری از جانب چهره‌های فرهنگی کرمانشاه شده‌است. میر جلال‌الدین کزازی در تیر ۱۳۹۸ این موزه را ویرانه‌ای توصیف کرد که می‌بایست از جانب مسئولان مورد رسیدگی قرار گیرد.